# Лохово (Торопецкий район)
Лохово — деревня в Торопецком районе Тверской области России. Входит в состав Речанского сельского поселения.

## География
Деревня расположена в южной части района. Расстояние до районного центра Торопец составляет 5 километров. Деревня находится на восточном берегу Заликовского озера в 1 километре от автодороги Торопец — Речане.

## Климат
Деревня, как и весь район, относится к умеренному поясу северного полушария и находится в области переходного климата от океанического к материковому. Лето с температурным режимом +15…+20 °С (днём +20…+25 °С), зима умеренно-морозная −10…-15 °С; при вторжении арктических воздушных масс до −30…-40 °С.
Среднегодовая скорость ветра 3,5-4,2 метра в секунду.

## Население
| 2010 |
| ---- |
| 26   |